# Genovia
El Reino de Genovia (pronuciado [ˈdʒɛːnovia]) es un estado europeo ficticio creado por la autora Meg Cabot para los libros de The Princess Diaries, y adaptado en las películas de los mismos. En la novela, el país se encuentra en el Mediterráneo, entre Francia e Italia y es famoso por sus colinas cubiertas de olivares y playas de arena blanca natural. En las películas, el país se encuentra entre España y Francia.
Su capital es Pyrus, y los idiomas oficiales son el francés, el italiano, español y el inglés.[cita requerida]
Según la protagonista de los libros, el país: «no es muy conocido, la mayoría de la gente nunca ha oído hablar de él, nadie importante nació alli, ninguno de sus ciudadanos inventó nada, ni escribió nada, ni se convirtió en una estrella de cine».[cita requerida]

## Historia
Genovia se estableció en 1704, y desde entonces ha sido gobernada por la Casa Renaldi. [cita requerida]
En 1939, comenzó una ocupación por parte del ejército de la Italia Fascista. Después de la liberación, el Príncipe de Genovia firmó un tratado bajo el cual el estado cooperaría estrechamente con Francia en asuntos políticos y económicos, a cambio de la protección de las tropas francesas en caso de guerra.[cita requerida]
Tras la muerte de Felipe (Philipe Renaldi, en 2001 la sucesión del trono pasó a su hija Mia Thermopolis, actual reina de Genovia casada con Nicolás Deveraux ( antiguamente Lord De Vero). El matrimonio real tiene dos hijos; los príncipes Jonathan y Jack.[cita requerida]

## Política y economía
Durante siglos, el sistema político fue absoluto, pero en la primera mitad del siglo XXI se introdujo una monarquía constitucional. [cita requerida]
Genovia tiene el porcentaje más pequeño de analfabetismo en Europa, algunas de las mejores universidades, la mortalidad infantil, la inflación y el desempleo más bajos de todo el hemisferio occidental. También es un país muy próspero a causa del turismo y sus ciudadanos no pagan impuestos.[cita requerida]
El principal producto de exportación de Genovia es el aceite de oliva, pero en las películas se la da más importancia a la producción de peras.[cita requerida]

## Inspiración
En los libros, y parcialmente en las películas, Genovia aparece como una versión ficticia de Mónaco. La situación entre Italia y Francia, los datos históricos y el nombre la dinastía reinante (Renaldi en Genovia, Grimaldi en Mónaco) corresponden a este principado. El nombre, por su parte remite a Génova (Gênes en francés, Genoa en inglés) lugar de donde es originaria la casa monegasca de Grimaldi.[cita requerida]